# Eleccions legislatives turques de 2002
Les eleccions legislatives turques de 2002 se celebraren el 3 de novembre de 2002 per a renovar els 550 diputats de la Gran Assemblea Nacional de Turquia. El Partit de la Justícia i el Desenvolupament vencé per majoria absoluta i el seu cap Recep Tayyip Erdoğan fou nomenat primer ministre de Turquia. L'únic partit a l'oposició serà el Partit Republicà del Poble, únic que ha superat el llindar del 10% dels vots per a obtenir representació.

## Resultats
Resultats de les eleccions a l'Assemblea de Turquia de 3 de novembre de 2002.
| Partits                                                                                   | Vots       | Vots   | Vots   | Escons | Escons |
| Partits                                                                                   | No.        | %      | +− %   | No.    | +−     |
| ----------------------------------------------------------------------------------------- | ---------- | ------ | ------ | ------ | ------ |
| Partit de la Justícia i el Desenvolupament (Adalet ve Kalkınma Partisi)                   | 10,762,131 | 34.28  | +34.28 | 363    | +363   |
| Partit Republicà del Poble (Cumhuriyet Halk Partisi)                                      | 6,090,883  | 19.4   | +10.69 | 178    | +178   |
| Partit de la Recta Via (Doğru Yol Partisi)                                                | 2,999,528  | 9.55   | -2.46  | 0      | -85    |
| Partit del Moviment Nacional (Milliyetçi Hareket Partisi)                                 | 2,619,450  | 8.34   | -9.64  | 0      | -129   |
| Partit Jove (Genç Parti)                                                                  | 2,276,271  | 7.25   |        | 0      |        |
| Partit Democràtic Popular (Demokratik Halk Partisi)                                       | 1,955,298  | 6.23   | +1.48  | 0      | +0     |
| Partit de la Mare Pàtria (Anavatan Partisi)                                               | 1,609,736  | 5.13   | -8.09  | 0      | -86    |
| Partit de la Felicitat (Saadet Partisi)                                                   | 778,786    | 2.48   | -12.93 | 0      | -111   |
| Partit Democràtic d'Esquerra (Demokratik Sol Parti)                                       | 382,810    | 1.22   | -20.97 | 0      | -136   |
| Partit Nova Turquia (Yeni Türkiye Partisi)                                                | 361,284    | 1.15   |        | 0      |        |
| Partit de la Gran Unió (Büyük Birlik Partisi)                                             | 321,046    | 1.02   |        | 0      |        |
| Partit de la Pàtria (Yurt Partisi)                                                        | 294,560    | 0.94   |        | 0      |        |
| Partit dels Treballadors (İşçi Partisi)                                                   | 161,563    | 0.51   |        | 0      |        |
| Partit per una Turquia Independent (Bağımsız Türkiye Partisi)                             | 150,385    | 0.48   |        | 0      |        |
| Partit de la Llibertat i el Socialisme (Özgürlük ve Dayanışma Partisi)                    | 105,886    | 0.34   |        | 0      |        |
| Partit Liberal Democràtic (Liberal Demokrat Parti)                                        | 90,119     | 0.29   |        | 0      |        |
| Partit Nacional (Millet Partisi)                                                          | 68,577     | 0.22   |        | 0      |        |
| Partit Comunista de Turquia (Türkiye Komünist Partisi)                                    | 59,994     | 0.19   |        | 0      |        |
| Independents                                                                              | 310,145    | 0.99   |        | 9      | +6     |
| Vots vàlids                                                                               | 31,398,452 | 100,00 |        | 550    | 0      |
| Vots nuls                                                                                 | 1,262,671  |        |        |        |        |
| Cens electoral                                                                            | 41,333,105 |        |        |        |        |
| Participació                                                                              | 79,00%     |        |        |        |        |
| - Resultats del Partit Democràtic del Poble comparat amb eleccions anteriors. - Font: NTV |            |        |        |        |        |